# Денница (област Ямбол)
 За другото българско село вижте Денница (Област Шумен).  
Денница е село в Югоизточна България. То се намира в община Болярово, област Ямбол.

## География
Село Денница се намира в Западна Странджа. Намира се на около 3 км от пътя между гр. Ямбол и гр. Болярово. През селото преминава Средецка река. Землището на селото граничи със землищата на селата: Стефан Караджово, Камен връх, Поляна, Александрово, Оман.

## История
До 1934 г. селото се е казвало „Гюндюзлери“, чийто буквален превод от турски означава „слънцето изгря“. Древните българи са наричали Денница планетата Венера, на името на славянската богиня на луната и звездите, деня и нощта и др. В по-стара форма името Денница се е изписвало „Деньница“. В продължение на няколко десетилетия името на селото е било Деница, което обаче бива коригирано през 90-те години на XX век. През 1934 г. жителите му са били 579, а през 1946 г. достигат 690.

## Традиции
На 28 септември 2019 г. е възстановен ежегодният събор на с. Денница. Традиционните носии на селото се определят като спадащи към тронските носии.

## Забележителности
В с. Денница има православна каменна църква „Свети Пророк Илия“ построена през 1884 г. надградена и ремонтирана през 1928-1934г. . През 2023г. със средства отпуснати от Сливенската Митрополия и благословията на дядо Йоаникий се направи нов покрив и се измаза църквата. 

## Транспорт
Има шосеен транспорт, който свързва селото с общинския център – гр. Болярово и областния град – гр. Ямбол. През делничните дни има по два автобуса на ден към двата града.

Най-близка жп гара е гара Ямбол – 45 km.

Най-близко пристанище – пристанище Бургас – 83 km.

Най-близко гражданско и международно летище – Летище Бургас – 92 km.